# Franz Schuler
Pour les articles homonymes, voir Schuler.
Franz Schuler né le 3 octobre 1962 à Kufstein, est un biathlète autrichien.

## Biographie
Parmi les premiers biathlètes autrichiens performants au niveau mondial, avec Alfred Eder, Franz Schuler est sélectionné pour ses premiers Championnats du monde en 1983, avant d'obtenir ses premiers résultats dans la Coupe du monde en 1985 (quatrième cet hiver à Antholz). Aux Championnats du monde 1986, il devient vice-champion du monde du sprint pour son premier podium international derrière le Soviétique Valeri Medvedtsev.
Sa dernière compétition internationale prend place aux Jeux olympiques de Lillehammer en 1994. Il a pris part à trois éditions des Jeux olympiques en 1984, 1988 (quatrième du relais) et 1992.
Durant la saison 1987-1988, il remporte sa seule course individuelle dans la Coupe du monde à Jyväskylä. Dans cette compétition,son meilleur classement général est une neuvième place en 1991, année de son cinquième et dernier podium à Holmenkollen. En 1992, il fait partie du relais gagnant à Pokljuka.

## Palmarès

### Jeux olympiques d'hiver
| Épreuve / Édition   | Individuel | Sprint | Relais |
| ------------------- | ---------- | ------ | ------ |
| JO 1984 Sarajevo    | 30e        | -      | 8e     |
| JO 1988 Calgary     | 36e        | 17e    | 4e     |
| JO 1992 Albertville | 49e        | 21e    | 12e    |
| JO 1994 Lillehammer | 48e        | 30e    | 9e     |

### Championnats du monde
| Épreuve     | 1983 à Antholz | 1985 à Ruhpolding | 1986 à Oslo | 1987 à Lake Placid | 1989 à Feistritz | 1990 à Oslo, Kontiolahti et Minsk | 1991 à Lahti | 1992 à Novossibirsk | 1993 à Borovets |
| ----------- | -------------- | ----------------- | ----------- | ------------------ | ---------------- | --------------------------------- | ------------ | ------------------- | --------------- |
| Individuel  | -              | 38e               | 19e         | 44e                | 52e              | -                                 | 19e          |                     | -               |
| Sprint      | 43e            | 40e               | Argent      | 8e                 | 34e              | 26e                               | 44e          |                     | 59e             |
| Relais      |                |                   | 7e          | 6e                 | 9e               | 7e                                | 12e          |                     | 14e             |
| Par équipes |                |                   |             |                    | -                | -                                 | -            | 5e                  | 4e              |

### Coupe du monde
- Meilleur classement général : 9e en 1991.
- 5 podiums individuels : 1 victoire, 3 deuxièmes places et 1 troisième place[1].
- 1 victoire en relais.